# Cuno I di Münzenberg
Cuno I di Münzenberg (... – 1207) fu uno dei principali ministeriali al servizio degli imperatori e dei re Hohenstaufen.

## Biografia
Cuno I era un figlio di Corrado II di Hagen-Arnsburg e di sua moglie Luitgarda di Bickenbach. Cuno fu il capostipite della stirpe degli Hagen-Münzenberg.
Probabilmente prima del 1156, fu costruito il castello di Münzenberg sotto Cuno I - probabilmente con la conferma imperiale - da cui la dinastia prese il nome a partire dal 1156. Rinunciò al castello di Arnsburg a favore del castello di Münzenberg e lo donò ai cistercensi nel 1174, che vi costruirono accanto il monastero di Arnsburg.
In un documento emesso a Spira il 29 marzo 1193, Enrico VI, per la sua devozione e lealtà, donò la proprietà reale allodiale sul Frauenweg, Sandhof, all'ospedale fondato da Cuno nel 1190 a Sassenhusen prope Franchenfurt in onore della gloriosa Madre di Dio. È la più antica menzione scritta di Sachsenhausen. Negli ultimi anni della sua vita, Cuno I donò l'ospedale di Sachsenhausen all'Ordine Teutonico.
Nel 1194 ricevette metà della zecca di Francoforte come ricompensa dall'imperatore Enrico VI. Presumibilmente fece coniare dei bratteati a Münzenberg stesso, che mostrano un gambo di zecca come segno del signore del conio. Tuttavia, non ci sono prove di una concessione ufficiale del diritto di conio.

### Importanza politica
Cuno I è il testimone che appare più frequentemente nei documenti dell'imperatore Enrico VI e uno dei più importanti rappresentanti della stirpe degli Hagen-Münzenberg. In generale, il frequente soggiorno di Cuno a corte e la presenza nelle fonti di favori concessi dall'imperatore indicano una relazione molto stretta tra i due.
Dal 1162 in poi, si può dimostrare che Cuno fu Reichskämmerer. Negli anni 80 del XII secolo, è spesso citato nei documenti dell'imperatore Federico I. Accompagnò suo figlio, Enrico VI, per anni quasi continuamente nei suoi viaggi nell'impero, compresi i negoziati tra Enrico VI ed Enrico il Leone.
avvenuti tra febbraio a settembre 1191, mentre dalla fine del 1191 al marzo 1192 e probabilmente partecipò agli Hoftagen di Worms all'inizio dell'anno e nell'agosto 1192. In autunno seguì l'imperatore nella diocesi di Liegi e in Turingia. Anche i figli di Cuno erano presenti a corte in questo periodo.
Nel 1194, Cuno risulta nuovamente presente nel seguito dell'imperatore mentre teneva colloqui con l'opposizione dei principi e negoziava l'estradizione di Riccardo Cuor di Leone. Solo nel febbraio e marzo 1194 lasciò per breve tempo la corte. Poco dopo si recò con Enrico VI in Italia, dove appare nei documenti in poche occasioni, come a Catanzaro nel febbraio 1195 e sulla via del ritorno in Germania in estate.
Lì sembra che si sia occupato dei suoi affari per qualche tempo. Dal dicembre 1195 a Worms fino all'estate del 1196 a Besançon, accompagnò nuovamente Enrico VI. Enrico risolse amichevolmente una disputa con Enricosulle entrate del baliaggio di Nierstein. Uno dei figli di Cuno andò in Italia con l'imperatore.
Nella disputa sul trono tra gli Hohenstaufen e i Welfen, Cuno sostenne il fratello di Enrico, Filippo di Svevia. All'inizio del 1199, come riporta la Königschronik di Colonia, devastò i possedimenti del langravio Ermanno di Turingia, avversario di Filippo, in Assia. Così facendo, Cuno impedì a quest'ultimo di fare una mossa per sostenere Ottone IV. Nel maggio 1199 fu presente all'Hoftag di Filippo a Spira. Nell'estate dello stesso anno, combatté di nuovo contro i nemici di Filippo nella regione del Medio Reno.
Cuno I di Münzenberg morì nel 1207: Egli è raffigurato con spada e scudo su un bratteato davanti al suo castello avito. Si presume anche che sia raffigurato sulle monete di Wetterau accanto all'imperatore Enrico VI.

## Famiglia e figli
Cuno I era un figlio di Corrado II di Hagen-Arnsburg e di sua moglie Luitgarda di Bickenbach. Cuno fu il capostipite della stirpe degli Hagen-Münzenberg ed ebbe almeno due figli:
- Cuno II ∞ Elisabetta di Hohenberg, che fu precedentemente sposata con Giovanni di Praunheim, dal 1207 al 1216 scoltetto di Francoforte sul Meno[3];
- Ulrico I;
- Liutgarda, sposata con Wolfram I della stirpe di Praunheim, scoltetto di Francoforte sul Meno, forse fu sua figlia[4].